# Княжинський Антон
д-р Анто́н Княжи́нський (20 лютого 1893, с. Тисовиця Старо-Самбірського повіту — 12 лютого 1960) — літературознавець, військовик, освітній і громадський діяч. Доктор філософії, професор, директор Коломийської гімназії, січовий стрілець, політв'язень більшовицьких таборів.

## З біографії
Народився на Бойківщині в сім'ї священика. Шкільну освіту здобув у Самборі, де батько мав парафію. Диплом доктора філософії отримав по навчанні у Львівському університеті.
Одним із перших зголосився до лав Українських Січових Стрільців.
Після війни працював у навчальних закладах Яворова, Дрогобича, Тернополя, Самбора. Місця праці змінював через переслідування польської влади.
У лютому 1928 року входив до складу ініціативної групи по створенню товариства «Бойківщина», головував адвокат Володимир Гуркевич; з 1937 року разом з Володимиром Кордубою керував товариством. Був одним із засновників музею «Бойківщина» в Самборі — разом з Володимиром Гуркевичом; музеєм завідував Іван Филипчак.
На Різдво Господнє 1939 року єпископ Григорій (Хомишин) оповів йому про своє видіння, у якому він бачив жахливу війну і їх обидвох в катівнях у невідомих землях. Видіння в швидкому часі справдилося.
У часи Другої світової війни виконував обов'язки керівника окружної адміністрації, вчителював, встиг побувати директором Коломийської ґімназії, головою Українського уряду Коломийської округи, і референтом культури при окружному комітеті в Станіславові.
Через переслідування гестапо Княжинський змушений був переїхати до Нового Сончу. У 1944 році потрапив до Відня. 1945 року радянська влада заарештувала Княжинського у Відні й запроторила на десять років до сибірських концтаборів.
1955 року йому пощастило вирватися з тяжкої неволі й долучитися до родини, що проживала на той час у Філадельфії, де й помер 12 лютого 1960 року.

## Творчість
Автор спогадів «На дні СССР» (1959, посм. 2001) та «В країні неволі»; літературознавчих праць «Творчий шлях Лесі Українки», студії «Дух нації» (1959), статей.

## Вшанування
Його ім'я носить вулиця в Коломиї.
У Дрогобицькому педагогічному університеті існує студентська дослідницька формація імені Антона Княжинського.